# Eddie McClintock
Edward Theodore McClintock (ur. 27 maja 1967 w Canton) – amerykański aktor i broker ubezpieczeniowy. Odtwórca roli agenta Secret Service Petera „Pete’a” Lattimera w serialu Syfy Magazyn 13 (2009–2014).

## Życiorys
Urodził się w Canton w Ohio. Wychowywany był przez jego ojca Theodore’a „Teda” McClintocka (zm. 2022). Po rozwodzie rodziców przeniósł się z ojcem do North Canton. Po opuszczeniu w ósmej klasie szkoły katolickiej św. Michała uczęszczał do szkoły średniej North Canton Hoover High School. Studiował komunikację biznesu na Wright State University Dayton w Ohio. Swoją karierę rozpoczął jako zapaśnik, a następnie spędził trzy lata za kulisami sceny pracując jako asystent produkcji. Brał udział w reklamach, m.in. piwa Coors Brewing Company.
Po występie w sitcomie Zoe i przyjaciele (Zoe, Duncan, Jack & Jane, 1999) w roli niekompetentnego kelnera, pojawił się jako Ryan Crane, homoseksualny starszy brat Noela (Scott Foley) w dwóch odcinkach serialu Warner Bros. Felicity (1999, 2001). Na małym ekranie wystąpił w serialu Gotowe na wszystko (Desperate Housewives, 2006) jako Frank Helm, ojciec adopcyjnego dziecka Gabrielle i Carlosa, a także AwanturNick (2019) jako uwięziony ojciec Nicka, Tony Franzelli. 
W 2011 BuddyTV umieściło go na osiemdziesiątym drugim miejscu na swojej liście „Najseksowniejszych mężczyzn telewizji”.
1 maja 2005 zawarł związek małżeński z Lynn Sanchez, z którą ma dwóch synów – Jacka i Maxa.

## Filmografia

### Filmy
- 2002: Ostrożnie z dziewczynami jako Michael
- 2002: Full Frontal. Wszystko na wierzchu jako drugi zwolniony pracownik

### Seriale
- 1997: Ned i Stacey (Ned and Stacey) jako Chazz Gordon
- 1997: Diagnoza morderstwo (Diagnosis Murder) jako młody „Manny” Tubbs
- 1999: Felicity jako Ryan Crane
- 1999: Zoe i przyjaciele (Zoe, Duncan, Jack & Jane) jako Vince
- 1999–2000: Zakręcony jako Jake Donovan
- 2000: Seks w wielkim mieście (Sex and the City) jako facet przy basenie
- 2000: Spin City jako Robert
- 2000: Ja się zastrzelę jako Slam
- 2001: Felicity jako Ryan Crane
- 2002: Przyjaciele (Friends) jako Clifford „Cliff” Burnett
- 2002: Diabli nadali jako Eddie
- 2003: Prawie doskonali jako Jake Heberling
- 2005: Dr House (House, M.D.) jako trener Stahl
- 2005: Detektyw Monk jako Warren Kemp
- 2006: Gotowe na wszystko (Desperate Housewives) jako Frank Helm
- 2006: Moje chłopaki jako Hank
- 2007: Shark jako Tom Brandt
- 2007, 2017: Kości (Bones) jako agent specjalny Tim Sullivan
- 2008: Pod osłoną nocy (Moonlight) jako Jason Abbott
- 2009: Roommates jako David Schick
- 2009–2014: Magazyn 13 jako Pete Lattimer
- 2010: Korporacja według Teda jako Billy Crisp
- 2010: CSI: Kryminalne zagadki Las Vegas jako Finn Thomas
- 2011: Paragraf Kate jako szef kuchni Bo / Bobby
- 2011: Miłość w wielkim mieście jako Scott
- 2013: Mentalista jako sierżant Hawkins
- 2013: Malibu Country jako Steve
- 2014: Współczesna rodzina jako Brandon
- 2014: Castle jako Rogan O’Leary
- 2014: Gry umysłu jako David Bishop
- 2014: Czarownice z East Endu jako Ronan
- 2015: Backstrom jako Sam Dagastino
- 2015: Battle Creek jako trener
- 2015: Agenci T.A.R.C.Z.Y. jako Vin-Tak
- 2016: Supergirl jako pułkownik James Harper
- 2016: Shooter jako Jack Payne
- 2018: MacGyver jako Jimmy
- 2019: 9-1-1 jako Victor Costas
- 2019: AwanturNick jako Tony Frazetti